# Tihi obrt
Tihi obrt naziv je sedamnaestog studijskog albuma Arsena Dedića, objavljenoga 1993. godine. Na albumu se dotiče ratnih zbivanja i napada na njegov rodni Šibenik, u kojem mu je tada još živjela majka. Među poznatije skladbe s albuma ubrajaju se "Mozartova godina 1991", "Majka hrabrost" i "Završit ću kao Howard Hughes".

## Popis pjesama
Tekstovi i glazba: A. Dedić. 
| 1.    | »Između nas rat je stao«        | S. Kalogjera | 2:55 |
| 2.    | »Trg heroja«                    | S. Kalogjera | 3:54 |
| 3.    | »Mozartova godina 1991.«        | S. Kalogjera | 2:44 |
| 4.    | »Majka Hrabrost«                | S. Kalogjera | 2:40 |
| 5.    | »Miris jeftine hrane«           | S. Kalogjera | 3:50 |
| 6.    | »Završiti ću kao Howard Hughes« | S. Kalogjera | 2:40 |
| 7.    | »Vraćam se Aznavouru«           | S. Kalogjera | 2:47 |
| 8.    | »Geste i grimase«               | A. Dedić     | 3:04 |
| 9.    | »Naučila me«                    | S. Kalogjera | 3:23 |
| 10.   | »Daljinski upravljač«           | S. Kalogjera | 2:35 |
| 11.   | »Arsene Lupin«                  | S. Kalogjera | 3:32 |
| 12.   | »Ni jedno vrijeme nije moje«    | A. Dedić     | 2:26 |
| 36:30 |                                 |              |      |

## Vanjske poveznice
- Discogs: Tihi obrt